# 余敏 (清嘉定知县)
余敏，浙江仁和（今浙江杭州）人，是一名清朝政治人物。吏员出身。
余敏曾于1664年接替王相如任嘉定县知县一职，1669年由赵昕接任。